# Krasnystaw (stacja kolejowa)
Krasnystaw – stacja kolejowa w mieście Krasnystaw, w województwie lubelskim, w Polsce.